# Willamette (météorite)
Pour les articles homonymes, voir Willamette (homonymie).
La Willamette est une météorite de fer découverte en 1902 dans l'Oregon, aux États-Unis. Elle a une masse de 14 150 kilogrammes, soit la 12e plus grosse connue. Elle est exposée au musée américain d'histoire naturelle. Il n'y avait pas de cratère d'impact autour du site de sa découverte. Les chercheurs pensent qu'elle s'est écrasée dans les actuels Alberta, Saskatchewan ou Montana, et qu'elle a été transportée tel un bloc erratique jusqu'à la vallée de la Willamette pendant les inondations de Missoula vers la fin de l'ère glaciaire, il y a 13 000 ans.